# 푸조 205
푸조 205는 프랑스의 자동차 제조사 푸조가 1983년부터 1999년까지 생산한 B 세그먼트 자동차이다.
푸조 205는 1990년 영국 《카 매거진》 (CAR Magazine)이 선정한 "90년대의 자동차"이며, 또한 영국 《왓 카》(What Car?)가 선정한 "1984년 올해의 차"이다.
푸조 205는 1983년 2월 25일 푸조 104와 탈보 삼바를 대체하여 도입되었으며, 1998년에 생산을 종료하고 푸조 206으로 대체되었다.